# Santa Claus Conquers the Martians
Santa Claus Conquers the Martians è un film del 1964 diretto da Nicholas Webster. È una commedia fantascientifica scritta da Paul L. Jacobson, basata sul soggetto di Glenville Mareth e interpretata da John Call e Pia Zadora.

## Trama
La trama coinvolge il popolo di Marte, in particolare Momar ("Mom Martian") e Kimar ("King Martian"). I due sono preoccupati perché i loro figli Girmar ("Girl Martian") e Bomar ("Boy Martian") guardano troppa televisione terrestre, in particolare l'intervista con Babbo Natale nel suo laboratorio al Polo Nord trasmessa dalla stazione KID-TV. Consultano l'anziano saggio marziano di 800 anni, Chochem (una parola yiddish che significa "genio"): questi annuncia loro che i bambini di Marte stanno crescendo distratti a causa della loro struttura sociale estremamente rigida; fin dall'infanzia la loro istruzione viene inserita direttamente nel loro cervello  meccanicamente e non sono consentite individualità o libertà di pensiero.
Quando arrivano su Marte, Babbo Natale e i bambini costruiscono una fabbrica per creare giocattoli per i bambini. Tuttavia, Voldar e i suoi assistenti, Stobo e Shim, sabotano la fabbrica e cambiano la programmazione in modo da creare giocattoli difettosi. Nel frattempo, Dropo, l'assistente di Kimar, prende in gran simpatia Babbo Natale e il Natale, indossa uno degli abiti di ricambio di Babbo Natale,  iniziando a comportarsi come lui. Si reca alla fabbrica di giocattoli per costruire giocattoli, ma Voldar lo scambia per Babbo Natale e lo rapisce.
Quando Babbo Natale e i bambini tornano alla fabbrica per fare più giocattoli, scoprono che i macchinari sono stati manomessi. Voldar e Stobo tornano alla fabbrica per fare un accordo con Kimar, ma quando vedono il vero Babbo Natale si rendono conto che il loro piano è stato sventato. Dropo, tenuto in ostaggio in una grotta, imbroglia la sua guardia Shim e fugge. In seguito, Kimar arresta Voldar, Stobo e Shim. Babbo Natale nota che Dropo agisce esattamente come lui, e dice che Dropo sarebbe un buon Babbo Natale marziano. Kimar accetta di concedere a Dropo di essere il Babbo Natale marziano e fa tornare Santa e i bambini sulla Terra.

## Distribuzione

### Home video
A causa del suo status di pubblico dominio negli Stati Uniti d'America, Santa Claus Conquers the Martians è stato distribuito da diverse etichette DVD a basso costo.
- In origine, è stato trasmesso da The Comedy Channel (Stati Uniti) il 21 dicembre 1991, la versione Mystery Science Theater 3000 è stato pubblicata in DVD da Rhino Home Video come parte di "MST3K: The Essentials" il 31 agosto 2004.
- Mill Creek Entertainment ha pubblicato il film in DVD come parte del loro Holiday Family Collection nel 2006.
- Cinematic Titanic ha pubblicato il film in DVD nel novembre 2008.

## Accoglienza

### Critica
Il film ha ricevuto recensioni per lo più negative, la maggior parte del feedback positivo deriva da una valutazione fatta come film so bad, it's good. Su Rotten Tomatoes, il film ha un punteggio del 24% sulla base di 21 recensioni con una valutazione media di 2,8/10. Il film è considerato un film di culto.

### Incassi e budget
La pellicola ha un budget stimato di 200.000 dollari.